# Campeonato Europeu de Esportes Aquáticos de 1927
O Campeonato Europeu de Esportes Aquáticos de 1927 foi a 2ª edição do evento organizado pela Liga Europeia de Natação (LEN). A competição foi realizada entre os dias 31 e 4 de setembro de 1927, em Bolonha na Itália. 

## Medalhistas

### Natação
Masculino
| Evento        | Ouro                                                                                  | Ouro    | Prata                                                           | Prata   | Bronze                                                               | Bronze  |
| 100 m Livre   | Arne Borg · Suécia                                                                    | 1:00.0  | István Bárány · Hungria                                         | 1:03.2  | August Heitmann · Alemanha                                           | 1:03.4  |
| 400 m Livre   | Arne Borg · Suécia                                                                    | 5:08.6  | Herbert Heinrich · Alemanha                                     | 5:15.8  | Václav Antoš · Tchecoslováquia                                       | 5:16.2  |
| 1500 m Livre  | Arne Borg · Suécia                                                                    | 19:07.2 | Giuseppe Perentin Itália                                        | 21:50.4 | Joachim Rademacher · Alemanha                                        | 22:00.0 |
| 100 m Costas  | Eskil Lundahl · Suécia                                                                | 1:17.4  | Aladár Bitskey · Hungria                                        | 1:17.6  | Gustav Fröhlich · Alemanha                                           | 1:17.8  |
| 200 m Peito   | Erich Rademacher · Alemanha                                                           | 2:55.2  | Wilhelm Prasse · Alemanha                                       | 2:58.0  | Louis Van Parijs · Bélgica                                           | 2:59.8  |
| 4x200 m Livre | Alemanha · August Heitmann · Joachim Rademacher · Friedrich Berger · Herbert Heinrich | 9:49.6  | Suécia · Åke Borg · Aulo Gustafsson · Eskil Lundahl · Arne Borg | 9:52.0  | Hungria · Géza Szigritz · Rezsö Wanie · András Wanié · István Bárány | 10:36.0 |

Feminino
| Evento        | Ouro                                                                      | Ouro   | Prata                                                                         | Prata  | Bronze                                                                       | Bronze |
| 100 m Livre   | Maria Vierdag · Países Baixos                                             | 1:15.0 | Joyce Cooper · Reino Unido                                                    | 1:15.0 | Charlotte Lehmann · Alemanha                                                 | 1:16.1 |
| 400 m Livre   | Marie Braun · Países Baixos                                               | 6:11.8 | Marion Laverty · Reino Unido                                                  | 6:13.6 | Fritzi Löwy · Áustria                                                        | 6:21.0 |
| 100 m Costas  | Willy den Turk · Países Baixos                                            | 1:24.6 | Marie Braun · Países Baixos                                                   | 1:26.2 | Phyllis Harding · Reino Unido                                                | 1:30.8 |
| 200 m Peito   | Hilde Schrader · Alemanha                                                 | 3:20.4 | Charlotte Mühe · Alemanha                                                     | 3:25.2 | Hedy Bienenfeld · Áustria                                                    | 3:27.0 |
| 4x100 m Livre | Reino Unido · Marion Laverty · Valerie Davies · Ellen King · Joyce Cooper | 5:11.0 | Países Baixos · Truus Klapwijk · Willy den Turk · Marie Braun · Maria Vierdag | 5:11.6 | Alemanha · Charlotte Lehmann · Anni Rehborn · Marianne Schmidt · Reni Erkens | 5:12.8 |

Legenda:  – Recorde mundial

### Saltos Ornamentais
Masculino
| Evento        | Ouro                          | Ouro     | Prata                         | Prata       | Bronze               | Bronze    |
| Trampolim 3 m | Ewald Riebschläger · Alemanha | 7/173.86 | Edmund Lindmark · Suécia      | 16.5/159.86 | Luciano Cozzi Itália | 18/160.14 |
| Plataforma    | Hans Luber · Alemanha         | 7/114.86 | Ewald Riebschläger · Alemanha | 11/111.24   | Ezio Selva Itália    | 18/100.64 |

Feminino
| Evento        | Ouro                         | Ouro     | Prata                    | Prata      | Bronze                   | Bronze   |
| Trampolim 3 m | Klara Bornett · Áustria      | 5/103.32 | Lini Söhnchen · Alemanha | 11/91.96   | Hanni Rehborn · Alemanha | 14/86.24 |
| Plataforma    | Isabelle White · Reino Unido | 5/36.40  | Irène Savollon · França  | 12.5/32.40 | Eva Olliwier · Suécia    | 14/32.20 |

### Polo Aquático
| Evento    | Ouro    | Prata  | Bronze  |
| Masculino | Hungria | França | Bélgica |

## Quadro de medalhas
| Ordem | País            | Medalha de ouro | Medalha de prata | Medalha de bronze | Total |
| ----- | --------------- | --------------- | ---------------- | ----------------- | ----- |
| 1     | Alemanha        | 5               | 5                | 6                 | 16    |
| 2     | Suécia          | 4               | 2                | 1                 | 7     |
| 3     | Países Baixos   | 3               | 2                | 0                 | 5     |
| 4     | Reino Unido     | 2               | 2                | 1                 | 5     |
| 5     | Hungria         | 1               | 2                | 1                 | 4     |
| 6     | Áustria         | 1               | 0                | 2                 | 3     |
| 7     | França          | 0               | 2                | 0                 | 2     |
| 8     | Itália          | 0               | 1                | 2                 | 3     |
| 9     | Bélgica         | 0               | 0                | 2                 | 2     |
| 10    | Tchecoslováquia | 0               | 0                | 1                 | 1     |
| Total | Total           | 16              | 16               | 16                | 48    |